# Trapezites phigalia
Trapezites phigalia là một loài bướm ngày thuộc họ Bướm nhảy. Nó được tìm thấy ở New South Wales, Queensland, Nam Úc và Victoria.
Sải cánh dài khoảng 30 mm.
Ấu trùng ăn Lomandra densiflora, Lomandra fibrata, Lomandra filiformis, Lomandra glauca, Lomandra nana, Lomandra obliqua và Lomandra sororia.

## Hình ảnh

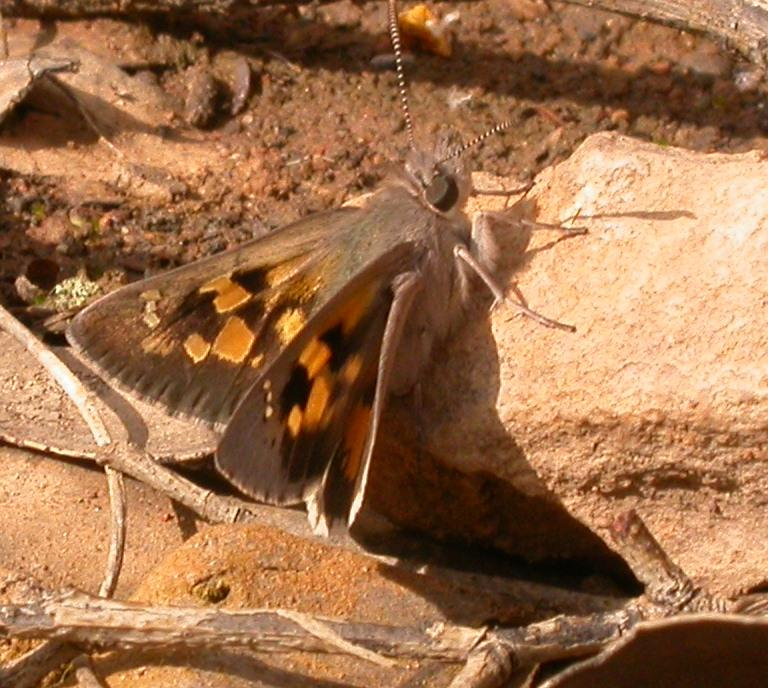
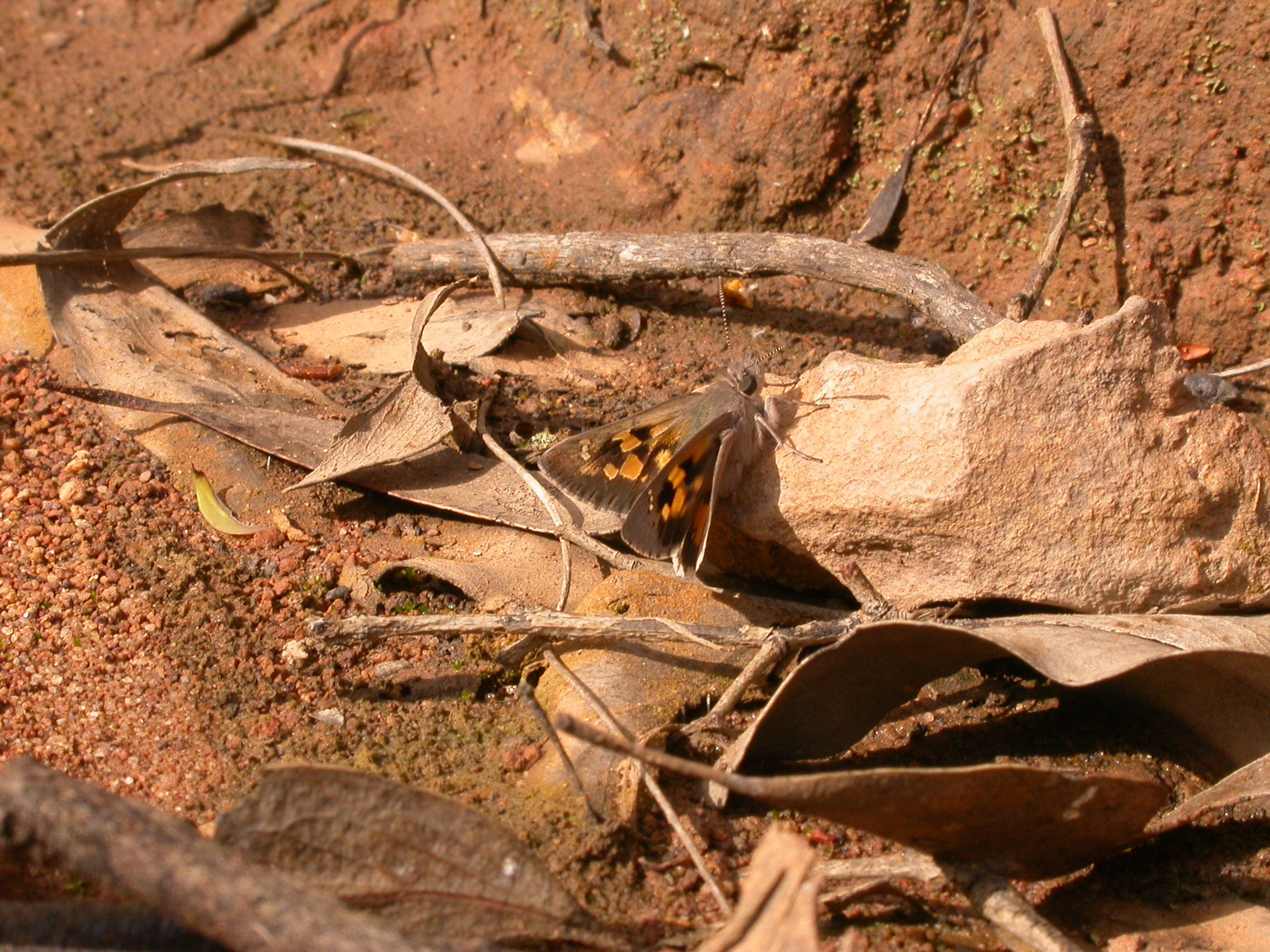
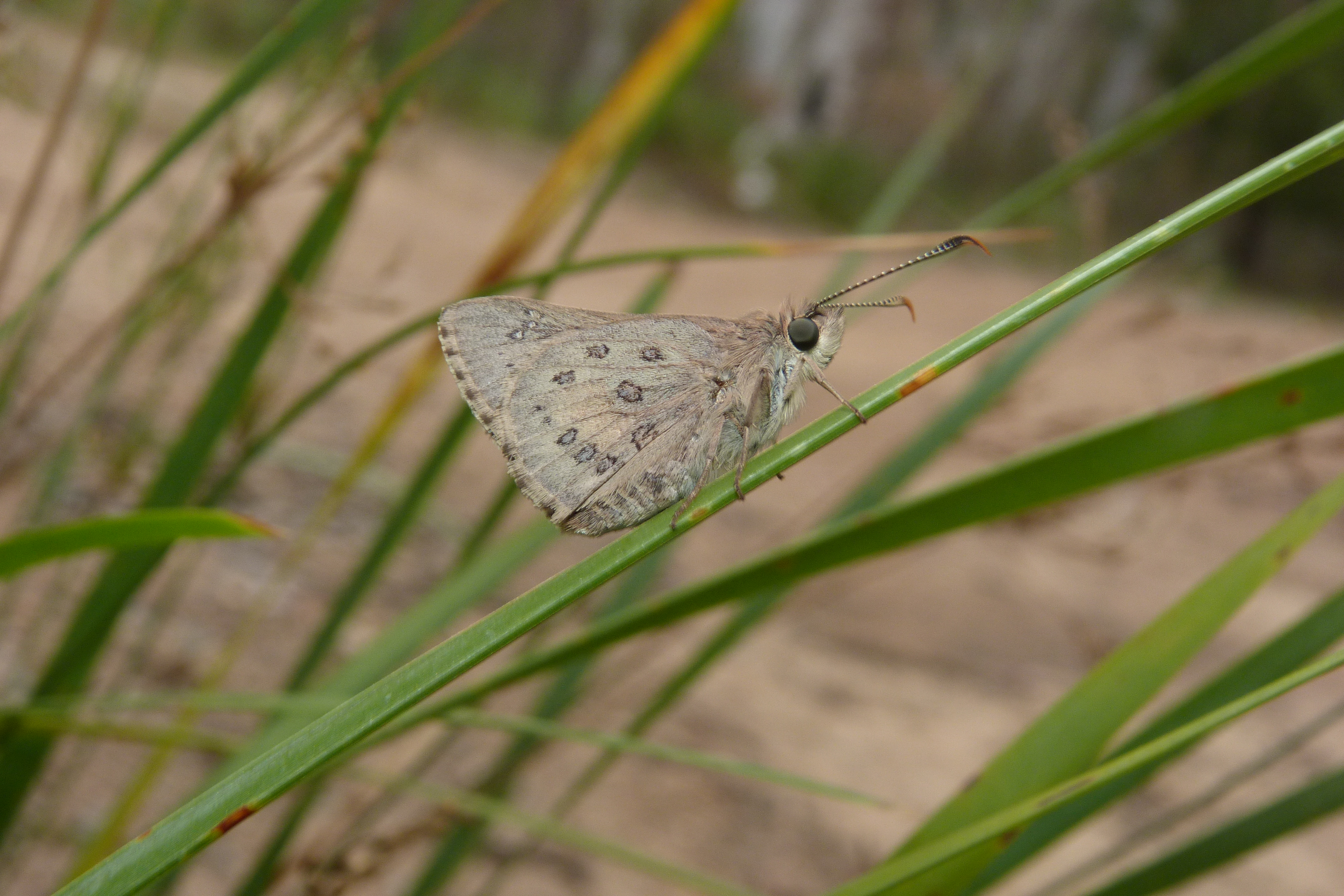
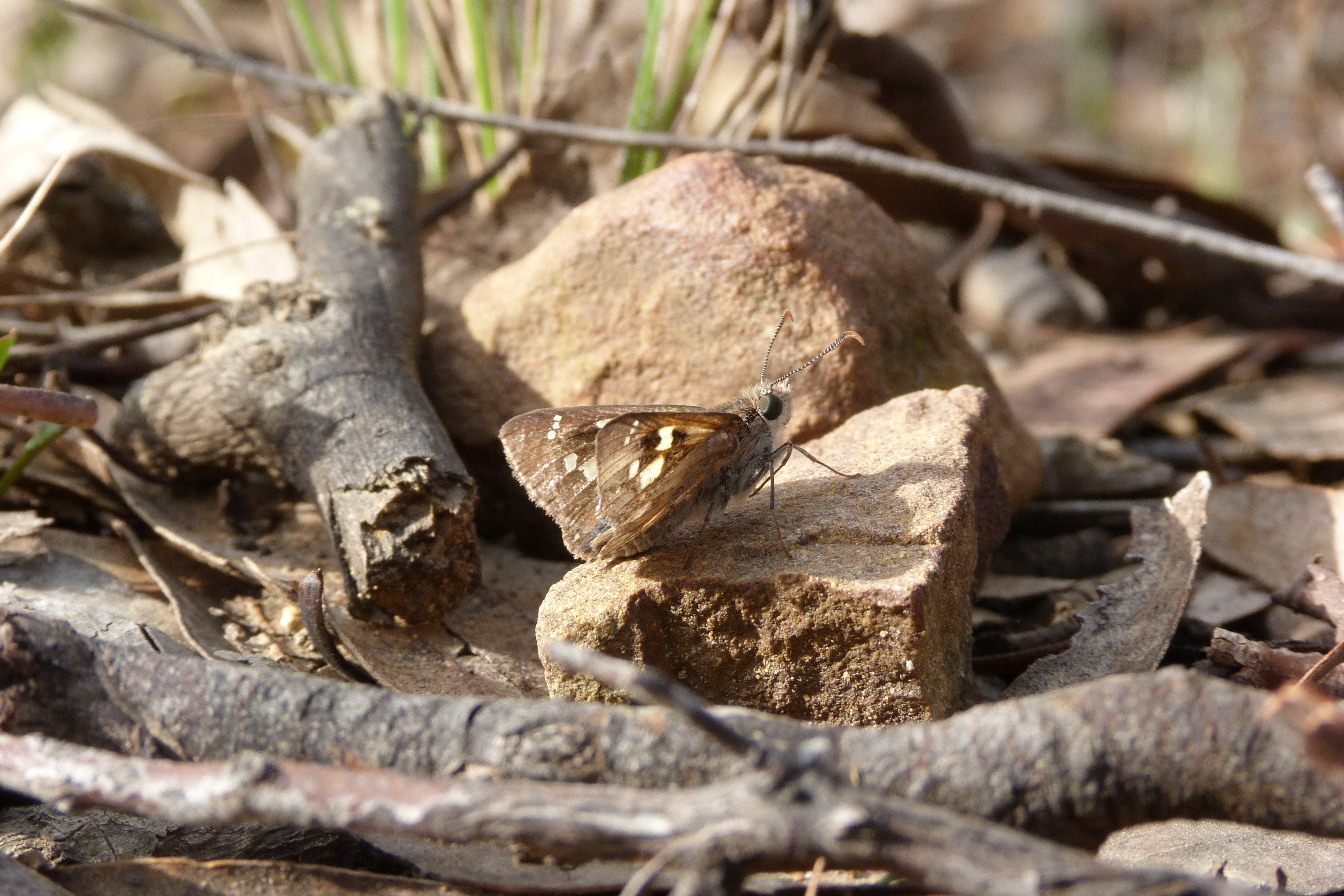